# کازویوشی سکینه
کازویوشی سکینه (انگلیسی: Kazuyoshi Sekine؛ زادهٔ ۲ اوت ۱۹۵۴) کارگردان فیلم، فیلم‌نامه‌نویس، نمایشنامه‌نویس، و تهیه‌کننده فیلم اهل ژاپن است.